# Seine-Port
Seine-Port is een gemeente in het Franse departement Seine-et-Marne (regio Île-de-France) en telt 1883 inwoners (2005). De plaats maakt deel uit van het arrondissement Melun.

## Geografie
De oppervlakte van Seine-Port bedraagt 8,5 km², de bevolkingsdichtheid is 221,5 inwoners per km².
De onderstaande kaart toont de ligging van Seine-Port met de belangrijkste infrastructuur en aangrenzende gemeenten.

## Demografie
Onderstaande figuur toont het verloop van het inwonertal (bron: INSEE-tellingen).

## Overleden
- Lodewijk Filips I van Orléans (1725-1785), hertog van Orléans
- Elizabeth Chudleigh (1271-1788), Engelse edelvrouwe
- Antoine Pol (1888-1971), Frans dichter

## Begraven
- Françoise Dorléac (1942-1967), Frans filmactrice
- Maurice Dorléac (1901-1979), Frans acteur
- Jean-François Adam (1938-1980), Frans acteur